# 関西財界セミナー賞
関西財界セミナー賞（かんさいざいかいセミナーしょう）は、関西（近畿地方）の企業・団体・個人を対象として、関西経済同友会と関西経済連合会が共同で制定・授与している賞。
関西全体の競争力強化や、地域の活性化に寄与することを目的として、2005年に設けられた。「関西において、優れた技術やビジネスモデルを持ち、独自性を活かして関西の活性化に貢献している企業・団体・個人など」を表彰している。賞の贈呈式は、毎年2月に開催される関西財界セミナーの中で行われる。